# Амиго (браузер)
«Ами́го» — браузер от компании VK, созданный на основе открытого исходного кода браузера Chromium и предназначенный для веб-сёрфинга в социальных сетях с помощью специальной встроенной панели. Первая версия была выпущена зимой 2011 года под названием «Интернет@Mail.ru». В 2012 году браузер был переименован в «Амиго» и получил новый логотип, чуть позже браузер был выпущен для Android. 31 июля 2018 года этот проект был закрыт из-за многочисленных проблем.

## Логотип
Логотип «Амиго» представляет собой зелёную букву «А». До 2013 года логотипом был четырёхцветный круг с жёлтой, зелёной, оранжевой и синей полосами. В октябре 2012 года разработчики запустили конкурс, в рамках которого любой желающий мог проголосовать за новую эмблему, выбрав её из шести предложенных. Больше всего голосов было отдано за букву «А», а логотип, занявший второе место (улыбающийся кактус), стал неофициальным маскотом программы.

## Разработка
Браузер «Амиго» был создан из открытого исходного кода браузера Chromium, выпущенного Google гораздо раньше. Отличием данного продукта от оригинала является тесная интеграция с соцсетями, преимущественно от Mail.ru. C 31 июля 2018 года «Амиго» не поддерживается. Выпуск и разработка новых версий прекращены.

## Особенности
«Амиго» унаследовал основные характеристики от браузера Chromium, на базе которого он создан, но также имеет некоторые особенности, которые отличают его от других браузеров.

### Лента новостей и Чат
В правой части браузера «Амиго» располагается панель социальных сетей, которая позволяет — не переходя непосредственно на страницу социальной сети — быть в курсе новостей в социальных сетях, обмениваться сообщениями. На данный момент в ленте может отображаться активность друзей из следующих социальных сетей: «ВКонтакте», «Одноклассники», «Мой мир», Твиттер. Для удобства события из каждой социальной сети не появляются непрерывным потоком, а показываются в отдельной вкладке ленты.

### Музыка
Амиго предоставляет встроенное приложение для прослушивания музыки из социальных сетей. Приложение «Амиго.Музыка» оснащено поиском музыки по базе аудиозаписей всех социальных сетей одновременно, возможностью прослушивать сборники и треки, которые были добавлены в соответствующие социальные сети, создавать новые сборники.

### Пульт
Пульт управления «Амиго» — это страница быстрого доступа к избранным сайтам, которая появляется при открытии новой вкладки.

### Панель быстрых действий
С помощью панели быстрых действий можно:
- скопировать ссылку;
- добавить сайт на Пульт;
- добавить сайт в закладки;
- отправить ссылку по почте;
- поделиться ссылкой в социальной сети[6];
- отправить ссылку другу из социальной сети.

## Критика

### Самовольная установка
Многие пользователи Интернета критиковали браузер «Амиго» за то, что он устанавливается на компьютер без разрешения пользователя, и из-за сложной процедуры удаления браузера из системы. Главной причиной, по которой пользователи так не любят браузер «Амиго», является то, что главным способом распространения браузера являются партнёрские программы для распространителей нелицензионного софта. Как правило, нелицензионное ПО сложно монетизировать, что рождает обоюдный интерес пиратов и Mail.Ru Group. Устанавливая пиратский софт, пользователи должны внимательно прочитать все пункты установщика, и отметить, что браузер «Амиго» им не нужен. В противном случае при невнимательной установке пиратских программ «Амиго» устанавливается вместе с программой. Установщик браузера и дополнительного ПО не комплектуется штатным деинсталлятором. Также невозможно прервать инсталляцию — при попытке закрыть окно переходит в скрытый режим. Когда часть неопытных пользователей научились снимать галочки при установке, для браузера придумали новый способ распространения. В настоящее время данные галочки необходимо снять непосредственно на странице скачивания, так как пакет установки формируется по этим условиям, и после его скачивания изменить настройки нельзя.

### Малые возможности настройки
Браузер Амиго имеет в качестве поиска по умолчанию Mail.ru, и способов заменить его каким-либо образом не существует. Кроме того, возможность отключения встроенных сервисов Mail.ru намеренно затруднена. До недавнего времени версия браузера для Android не имела даже возможности изменить панель быстрого доступа (по умолчанию там были установлены ярлыки ВКонтакте, «Одноклассники» и сервисов Mail.ru), однако в настоящее время  такая возможность имеется.

### Устаревшая версия движка
Для браузера Амиго характерно использование версий движка Blink, несколько устаревших на момент релиза. Впоследствии разработчики ускорили темпы разработки и сократили отставание до минимального, однако самая первая версия продукта вышла на движке, отстающем от последних вариаций на пару лет. Многие считают, что организация на этом экономит финансы, хотя этот факт и не является подтверждённым.

### Высокий расход системных ресурсов
Браузер неэффективно расходует вычислительную мощность и память системы, что присуще большинству браузеров, но в меньшей степени. При работе он отнимает память за каждую вкладку, и на одну открытую приходится 90МБ ОЗУ, и три процесса в трее, в итоге пользователь вынужден отдавать около пятисот мегабайт оперативной памяти. 32-битные процессоры (кроме версии для Android) не поддерживаются вообще. Использование Амиго на низкопроизводительных компьютерах не представляется возможным.

## Прекращение разработки
31 июля 2018 года было объявлено о том, что разработка браузера «Амиго» прекращена.
Цитата из блога Mail.Ru:

При продвижении браузера «Амиго» был сделан ряд неверных шагов. Так, для продвижения привлекались партнеры и рекламные сети, часть из которых оказались недобросовестными — для распространения браузера они использовали серые схемы, противоречащие правилам, указанным в договоре. Подобные действия вызвали негативное отношение к продукту. В связи с этим Mail.Ru Group приняла решение отказаться от дальнейшего развития бренда «Амиго».
При этом Mail.Ru Group считает перспективной рыночную нишу браузеров и не исключает возможность того, что работа в этом направлении продолжится. При развитии новых продуктов формат продвижения будет принципиально изменён с учётом опыта, полученного компанией.
Прекращение поддержки не повлияет на работу пользователей существующих версий «Амиго»: они смогут использовать браузер и дальше.
— 
С февраля 2019 года Mail.ru начала разработку нового браузера «Атом». С 13 сентября 2024 года поддержка браузера «Атом» прекращена.